# Адорація (обряд)

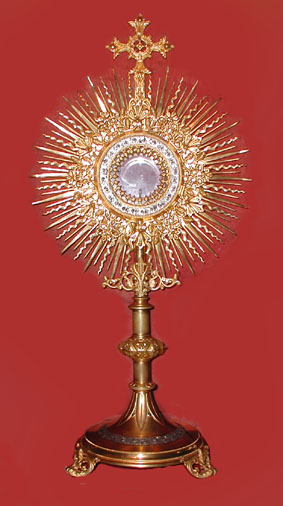
Монстранція, посудина для виставлення Святих Дарів у ході поклоніння

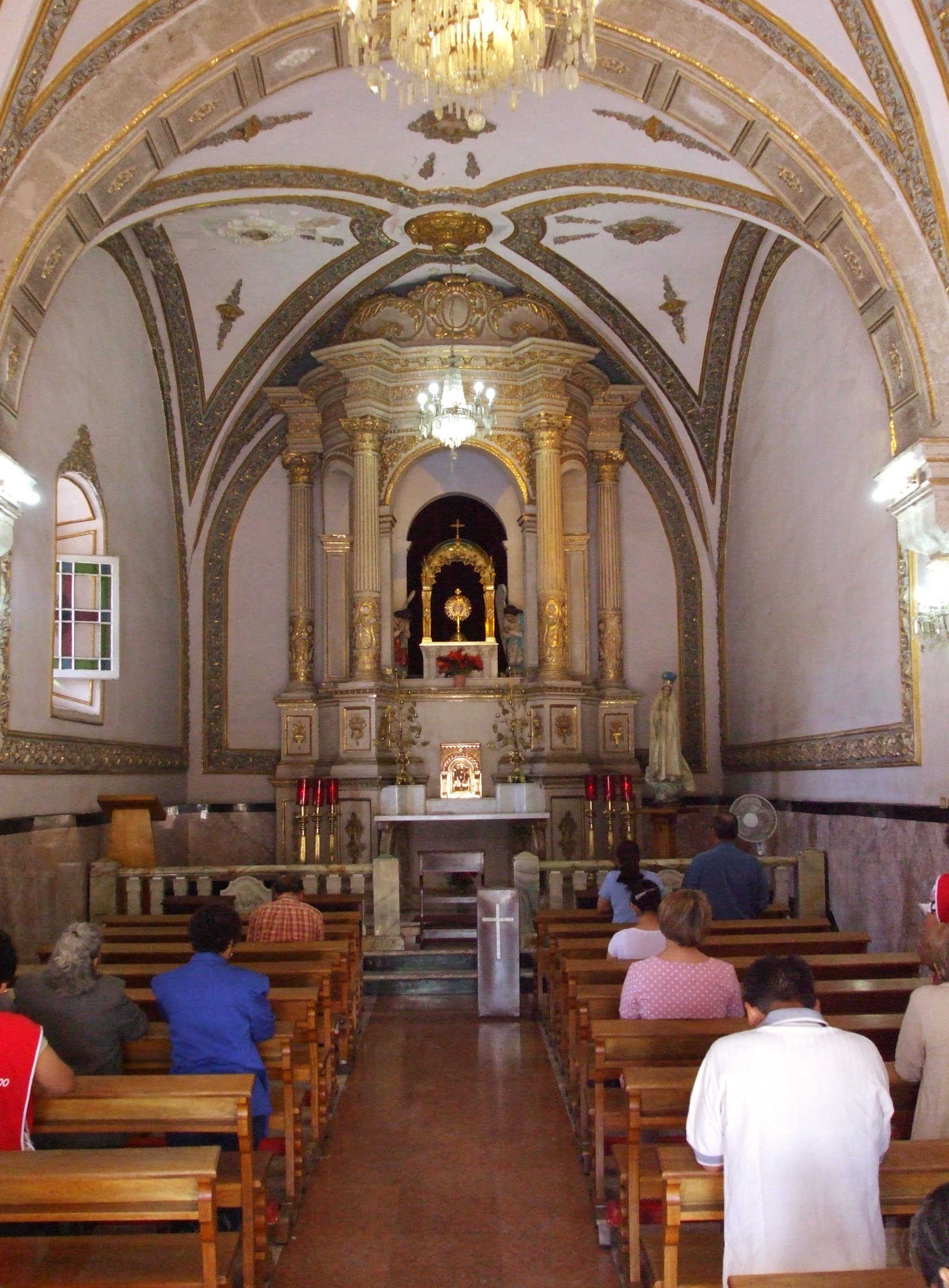
Адорація у Cathedral of Chihuahua, Мексика

Адора́ція євхаристійна  (лат. Adoratio Eucharistica) або, Поклоні́ння Святи́м Да́рам — у католицькій церкві різновид позалітургійного пошанування Святих Дарів, освячених у ході Євхаристії. Як правило має форму виставляння Святих Дарів на вівтар у спеціальній посудині — монстранції, варіанті дароносиці, і проведення спеціального богослужіння; або приватної молитви віруючих перед виставленими Дарами. Обряд починається з виставляння Тіла Христового в монстранції на вівтар храму, клірики й народ у цей час схиляють коліна. Виставляння супроводжується спеціальними піснями, присвяченими Евхаристії — найчастіше на початку адорації співається O salutaris hostia, а наприкінці — Tantum ergo. Після виставляння Дарів присутні на богослужінні моляться; поклоніння Святим Дарам завершується благословенням, коли священик благословляє уклінних віруючих дароносицею.

## Історія
Обряд адорації виник у Західній Європі на початку XIII століття. Вчення церкви в Середньовіччі заохочувало поклоніння Святим Дарам, як видимий знак віри. Одним з перших історично засвідченим фактом адорації було поклоніння Дарам в 1226 році в Авіньйоні, як дяка Богові за перемогу над альбігойцями. В 1264 році в літургійний календар католицької церкви було включено свято Тіла й Крові Христових, центральним елементом якого згодом стала процесія з дароносицею поза храмом. Це свято значною мірою сприяло розвитку позалітургійного поклоніння Святим Дарам. Повсюдний характер у Західній церкві адорації придбали в XV столітті, а в XVI–XVII століттях обряд адорації придбав більш-менш фіксовану форму.
Православне богослужіння не знає поклоніння Святим Дарам, окрім як під час Причастя. Це становить істотну відмінність від католицької церкви.